# Amt Kalkar
Das Amt Kalkar war bis 1969 ein Amt im Kreis Kleve in Nordrhein-Westfalen. Es ging aus der Bürgermeisterei Kalkar, der Bürgermeisterei Appeldorn und der Bürgermeisterei Grieth hervor. Sein Gebiet gehört heute zur Stadt Kalkar im Kreis Kleve.

## Bürgermeistereien Kalkar, Appeldorn und Grieth
Der Raum Kalkar gehörte vor der Franzosenzeit zum Herzogtum Kleve, das seit dem 17. Jahrhundert zu Preußen gehörte. Von 1798 bis 1814 stand der linke Niederrhein unter französischer Herrschaft. Während dieser Zeit wurden nach französischem Vorbild in und um Kalkar die drei Mairien (Bürgermeistereien) Kalkar, Appeldorn und Grieth eingerichtet, die alle zum Kanton Kalkar im Arrondissement Kleve des Rur-Departements gehörten.
Nachdem 1814 das Gebiet des Herzogtums Kleve wieder an Preußen gefallen war, kam der Raum Kalkar zum neuen Kreis Kleve in der Provinz Jülich-Kleve-Berg, der späteren Rheinprovinz. Aus den drei Mairien wurden die preußischen Bürgermeistereien Kalkar, Appeldorn und Grieth.
Die Bürgermeisterei Kalkar umfasste den Flecken Kalkar sowie die Gemeinden Altkalkar und Neulouisendorf, während zur Bürgermeisterei Appeldorn die Gemeinden Appeldorn, Hanselaer, Hönnepel und Niedermörmter gehörten. Die Bürgermeisterei Grieth bestand aus den Gemeinden Bylerward, Emmericher Eyland, Grieth, Huisberden, Wissel und Wisselward.
Am Ende des Jahres 1927 wurde die Bezeichnung aller rheinischen Landbürgermeistereien in „Amt“ geändert. Die drei Bürgermeistereien hießen seitdem Amt Kalkar, Amt Appeldorn und Amt Grieth. Am 1. Juli 1935 wurden diese drei Ämter zu einem neuen Amt Kalkar zusammengeschlossen.

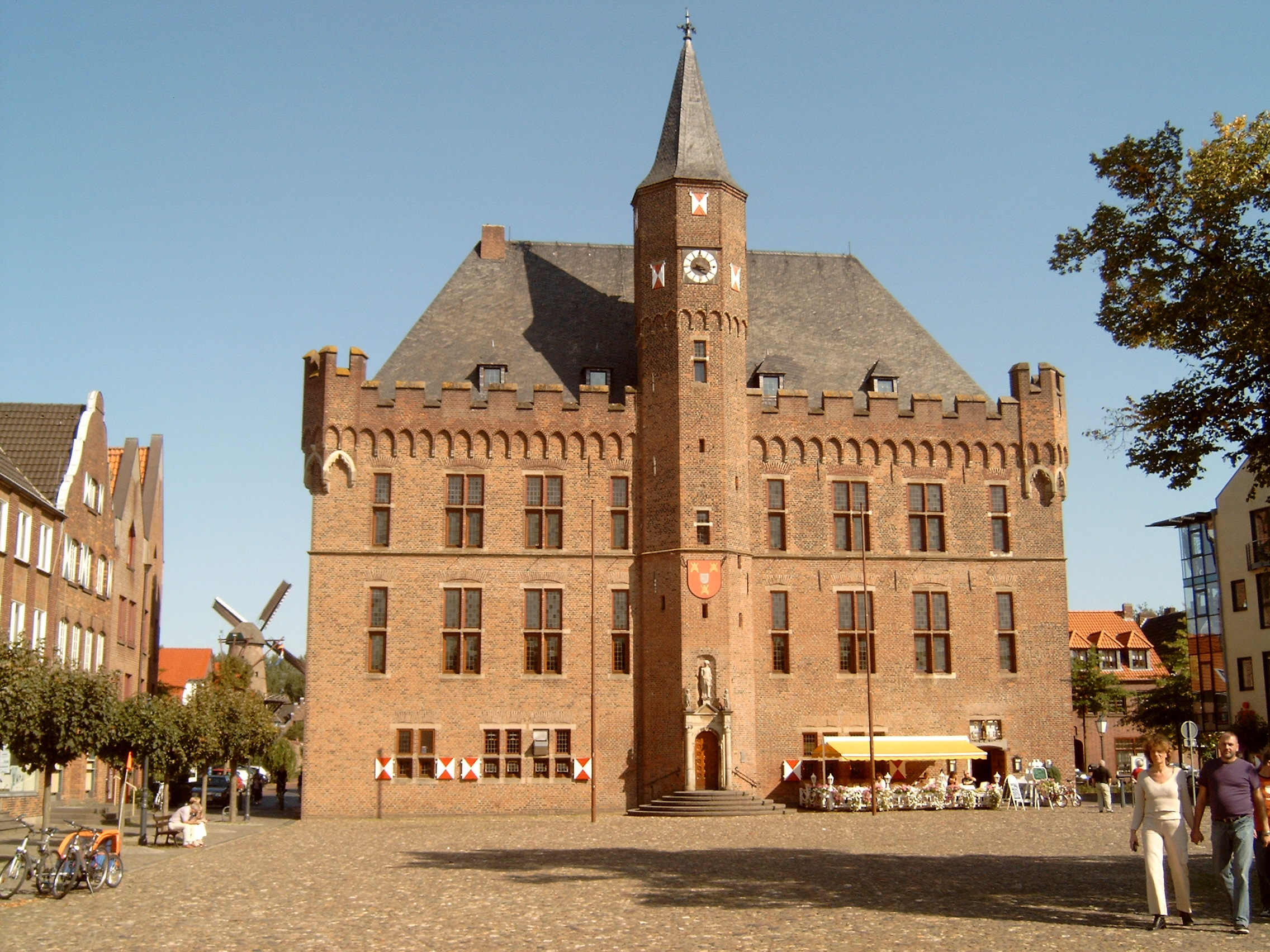
Rathaus Kalkar

## Amt Kalkar
Nach dem Ende des Zweiten Weltkriegs wurden 1945 die Verwaltungsstrukturen im Kreis Kleve durch die britischen Besatzungsbehörden geändert. Dadurch wechselten die Gemeinden Emmericher Eyland und Huisberden aus dem Amt Kalkar ins Amt Griethausen.
Das Amt Kalkar umfasste seitdem elf Gemeinden:
| - Altkalkar - Appeldorn - Bylerward - Grieth - Hanselaer - Hönnepel | - Kalkar - Neulouisendorf - Niedermörmter - Wissel - Wisselward |

Am 1. Juli 1969 wurde das Amt Kalkar durch das Gesetz zur Neugliederung des Landkreises Kleve aufgelöst. Alle elf Gemeinden wurden Teil der neuen Stadt Kalkar.

## Einwohnerentwicklung
| Jahr | Bm. Kalkar | Bm. Appeldorn | Bm. Grieth | Quelle |
| ---- | ---------- | ------------- | ---------- | ------ |
| 1828 | 2461       | 2538          | 2492       | [ 6 ]  |
| 1871 | 3132       | 2774          | 2800       | [ 7 ]  |
| 1885 | 3095       | 2954          | 2757       | [ 8 ]  |
| 1895 | 2997       | 2958          | 2727       | [ 9 ]  |
| 1910 | 3215       | 2965          | 2666       | [ 10 ] |
| 1933 | 3533       | 2936          | 2690       | [ 11 ] |
|      | Amt Kalkar |               |            |        |
| 1939 | 8927       | 8927          | 8927       | [ 11 ] |
| 1950 | 9168       | 9168          | 9168       | [ 12 ] |
| 1961 | 9033       | 9033          | 9033       | [ 13 ] |

## Amtsbürgermeister
- 1945–194600Heinrich Schenk
- 1948–196900Theodor Kuypers